# 曼哈顿西城
曼哈顿西城（英语：West Side of Manhattan）是对美国纽约州纽约市曼哈顿岛靠近哈德逊河区域的称呼，大致是曼哈顿岛的西半边。曼哈顿西城与新泽西州隔哈德逊河相望。曼哈顿西城通过第五大道、中央公园、百老汇大道南段与曼哈顿东城相隔。曼哈顿西城内的主要地区包括（按由北向南顺序排列）：英伍德、哈德遜高地、华盛顿高地、西哈莱姆、晨边高地、曼哈頓峽谷、上西城、地狱厨房、切尔西、西村、苏豪区、翠贝卡。纽约地铁网络中的“IND第八大道线”和“IRT百老汇-第七大道线”两条线路为曼哈顿西城全域提供服务。南北向的主干路包括较北的亨利·哈德逊快速路以及较南的西城公路（两者均大致沿哈德逊河行进），位于曼哈顿岛西部沿哈德逊河的哈德逊河滨水徒步径与上述两条城市主干路平行且相对独立。